# 성모교회 (드레스덴)

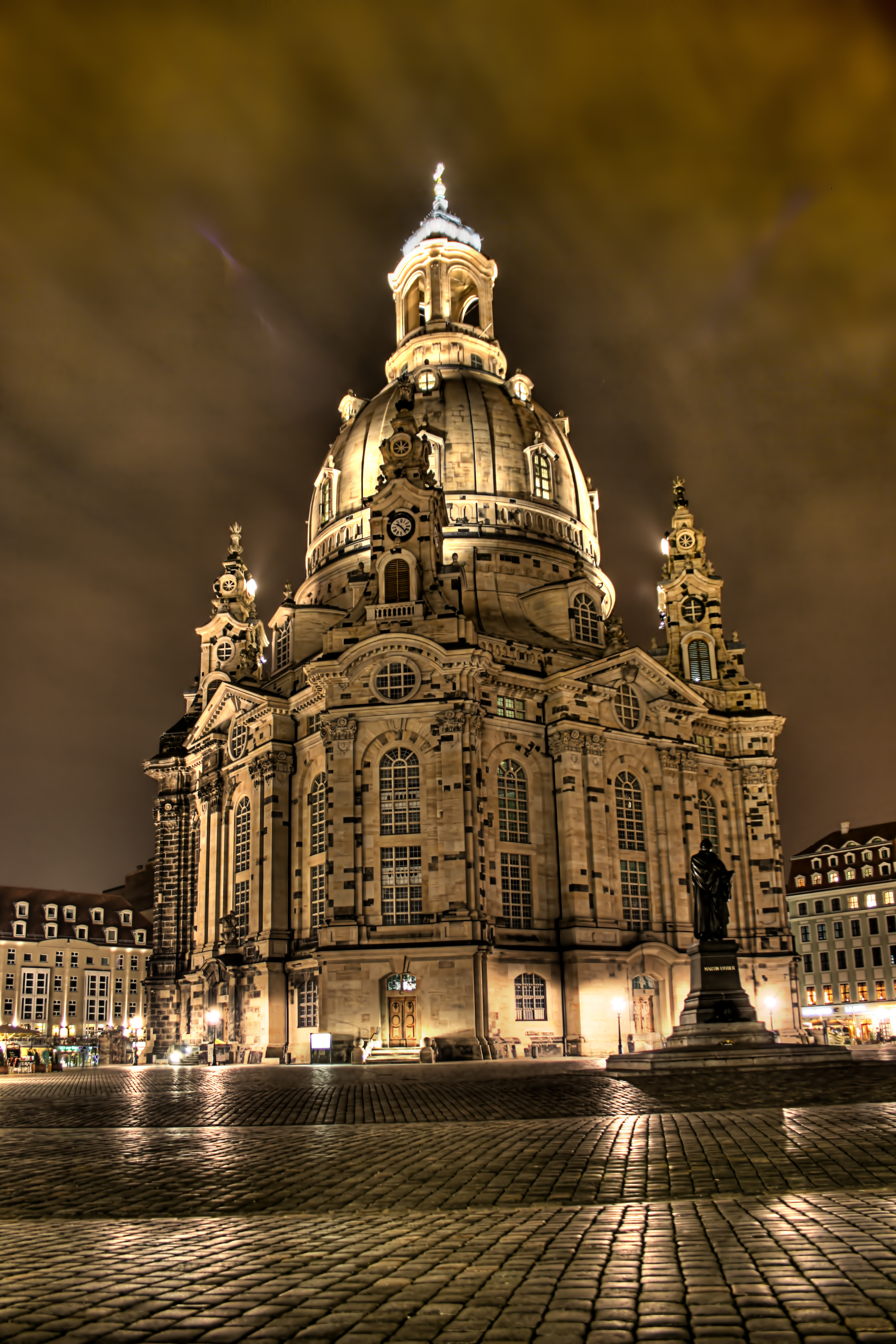
성모교회

성모교회(독일어: Frauenkirche)는 드레스덴에 있는 루터교 교회이다. 본래 가톨릭 교회였으나 종교개혁 당시 개신교 교회가 되었다. 개신교 종교건축의 대표적인 예시로 평가되고 있다.
18세기에 지어졌다가 제2차 세계 대전 당시 드레스덴 폭격 때 박살이 났고, 동독 정부는 잔해를 전쟁기념관으로 보낸 채 교회는 방치했다. 독일의 재통일 이후 복원이 시작되어 2004년에 외벽 복원이, 2005년에 내부 복원이 완료되었다.

## 같이 보기
- 교회 건축
- 바르샤바 왕궁